# Sender Göttelborner Höhe
Auf der Göttelborner Höhe, nördlich von Saarbrücken auf der Gemarkung von Heusweiler-Wahlschied, befinden sich die Fernseh- und UKW-Grundnetzsender des Saarländischen Rundfunks.
Es handelt sich um einen 208 Meter hohen abgespannten Stahlrohrmast, der auf einer Höhe von 440 m ü. NN steht. In Betrieb genommen wurde der Sendemast am 15. Oktober 1959.

## Standort
Der Sender Göttelborner Höhe befindet sich etwa 15 Kilometer nördlich von Saarbrücken, unweit des Autobahnkreuzes Saarbrücken.

## Reichweite
Die meisten Radioprogramme der Göttelborner Höhe können problemlos im gesamten Saar-Lor-Lux-Raum empfangen werden. Lediglich einige Füllsender helfen den örtlichen Empfang zu verbessern. 
Auch in weiten Teilen des Elsass, Nordbadens, der Nordvogesen und des Schwarzwaldes ist ein Empfang möglich.

## Frequenzen und Programme

### Analoges Radio (UKW)
Von hier aus werden drei Hörfunkprogramme ausgestrahlt. In UKW werden folgende Programme ausgestrahlt:
| Frequenz (MHz) | Programm           | RDS PS   | RDS PI | Regionalisierung | ERP (kW) | Antennendiagramm rund (ND)/gerichtet (D) | Polarisation horizontal (H)/vertikal (V) |
| -------------- | ------------------ | -------- | ------ | ---------------- | -------- | ---------------------------------------- | ---------------------------------------- |
| 88,0           | SR 1 Europawelle   | __SR_1__ | D3B1   | –                | 100      | D (280°-130°)                            | H                                        |
| 91,3           | SR kultur          | SRkultur | D3B2   | –                | 100      | D (280°-130°)                            | H                                        |
| 95,5           | SR 3 Saarlandwelle | __SR_3__ | D3B3   | –                | 100      | D (280°-130°)                            | H                                        |

### Digitales Radio (DAB / DAB+)
Das Digitalradio (DAB+) wird in vertikaler Polarisation und im Gleichwellenbetrieb mit anderen Sendern ausgestrahlt.
| Block                    | Programme | ERP (in kW) | Antennendiagramm rund (ND)/ gerichtet (D) | Gleichwellennetz (SFN) |
| ------------------------ | --- | ----------- | ----------------------------------------- | --- |
| 9A Saarland 1 (D__00238) | DAB+ Block des SR - SR 1 (120 kbps) - SR Kultur (120 kbps) - SR 3 Saarlandwelle (120 kbps) - Unserding (120 kbps) - Antenne Saar (96 kbps) - WDR Maus (72 kbps) | 2,5         | D                                         | Bliestal (Webenheim-Hahnen), Felsberg, Mettlach (St. Gangolf), Moseltal (Oberperl-Hammelsberg), Saarbrücken (Göttelborner Höhe), Saarbrücken (Halberg), Spiesen, Tholey (Schaumberg) |

### Digitales Fernsehen (DVB-T2)
Die DVB-T2-Ausstrahlungen im Gleichwellenbetrieb (Single Frequency Network) mit anderen Standorten.
| Kanal | Frequenz (MHz) | Multiplex         | Programme im Multiplex                                                                                 | ERP (kW) | Sendediagramm rund (ND)/ gerichtet (D) | Polarisation horizontal (H)/ vertikal (V) | Modulations- verfahren | FEC | Guard- intervall | Bitrate (MBit/s) | SFN                                                               |
| ----- | -------------- | ----------------- | --- | -------- | -------------------------------------- | ----------------------------------------- | ---------------------- | --- | ---------------- | ---------------- | ----------------------------------------------------------------- |
| 32    | 562            | ARD Digital       | - Das Erste HD - phoenix HD - arte HD - SR Fernsehen HD - one HD                                       | 50       | ND                                     | V                                         | 64-QAM (32-k-Modus)    | 3/5 | 19/256           | 24,66            | Göttelborner Höhe, Saarbrücken-Halberg, Spiesen, Felsberg / Berus |
| 46    | 674            | ARD regional (SR) | - SWR Fernsehen RP HD - SWR Fernsehen BW HD - HR Fernsehen HD - WDR Fernsehen HD - BR Fernsehen Süd HD | 50       | ND                                     | V                                         | 64-QAM (32-k-Modus)    | 3/5 | 19/256           | 24,66            | Göttelborner Höhe                                                 |

### Digitales Fernsehen (DVB-T)
DVB-T startete im Saarland am 13. Dezember 2007. Bis zum Wechsel auf DVB-T2 am 29. März 2017 wurden, sowohl von diesem Standort als auch vom Sender Saarbrücken-Schocksberg der ZDF-Multiplex (50 kW), der SR-Multiplex (20 kW) und der Privatsender-Multiplex (20 kW) ausgestrahlt, vom neuen Standort Sender Spiesen jedoch nur der SR-Multiplex (25 kW).
ehemaliges Angebot:
| Kanal | Frequenz   | Bouquet           | Programm                                                                               | Sendeleistung | Modulation | FEC | Guard- intervall | Datenrate               | Gleichwellennetz (SFN)                                |
| ----- | ---------- | ----------------- | -------------------------------------------------------------------------------------- | ------------- | ---------- | --- | ---------------- | ----------------------- | ----------------------------------------------------- |
| 42    | 642,00 MHz | ARD Digital (SR)  | - ARD (SR) - SR Fernsehen - ARTE - Phoenix                                             | 50 kW         | 16-QAM     | 2/3 | 1/4              | 13,27 Mbit/s (8k-Modus) | Schoksberg, Spiesen                                   |
| 30    | 546,00 MHz | ZDFmobil          | - ZDF - 3sat - KiKA / ZDFneo - ZDFinfo                                                 | 20 kW         | 16-QAM     | 2/3 | 1/4              | 13,27 Mbit/s (8k-Modus) | Donnersberg, Kaiserslautern, Kettrichhof, Schocksberg |
| 44    | 658,00 MHz | ARD regional (SR) | - SWR Fernsehen Rheinland-Pfalz - hr-fernsehen - WDR Fernsehen - Bayerisches Fernsehen | 50 kW         | 16-QAM     | 2/3 | 1/4              | 13,27 Mbit/s (8k-Modus) | Donnersberg, Kaiserslautern, Kettrichhof, Weinbiet    |

DVB-T wurde im Saarland vertikal polarisiert ausgestrahlt (Schocksberg, Spiesen). Bei den Sendern in Rheinland-Pfalz behielt man jedoch die horizontale Polarisation bei (Donnersberg, Kaiserslautern, Kettrichhof, Weinbiet).

### Analoges Fernsehen
Bis zur Umstellung auf DVB-T wurden folgende Programme in analogem PAL gesendet:
| Kanal | Frequenz (MHz) | Programm       | ERP (kW) | Sendediagramm rund (ND)/ gerichtet (D) | Polarisation horizontal (H)/ vertikal (V) |
| ----- | -------------- | -------------- | -------- | -------------------------------------- | ----------------------------------------- |
| 2     | 48,25          | Das Erste (SR) | 100      | D                                      | H                                         |